# KkStB 16 sorozatú szerkocsi
A kkStB 16 sorozatú szerkocsi egy háromtengelyes szerkocsi sorozat volt az osztrák Császári és Királyi Osztrák Államvasutaknál (k.k.  Staatsbahn, kkStB), melyek eredetileg a Galizischen Transversalbahn-tól (Gal.Tr.) és a Mährische Grenzbahn-tól (MGB) származtak.
Ezeket a szerkocsikat 1884-1885-ben a Ringhoffer Prága-Smichovban és a Borsig Berlinban építette. Az MGM csak két darabot vásárolt (16.46-50), a többi a Galizischen Transversalbahn-nál üzemelt.
| kkStB 16 szerkocsi sorozat | kkStB 16 szerkocsi sorozat | kkStB 16 szerkocsi sorozat |
| Műszaki adatok             | Műszaki adatok             | Műszaki adatok             |
| -------------------------- | -------------------------- | -------------------------- |
| Tengelyek száma:           | 3                          | 3                          |
| Tengelytávolság:           | 3160 mm                    | 3160 mm                    |
| Kerékátmérő:               | 960 mm                     | 960 mm                     |
| Vízkészlet                 | 9,3 m³                     | 9,3 m³                     |
| Tüzelőanyagkészlet:        | 7,6 m³ szén                | 7,6 m³ szén                |
| Üres tömeg:                | 12,0 t                     | 12,0 t                     |
| Szolgálati tömeg:          | 25,5 t                     | 25,5 t                     |

## Fordítás
- Ez a szócikk részben vagy egészben  a   kkStB Tenderreihe 16 című német Wikipédia-szócikk fordításán alapul.  Az eredeti cikk szerkesztőit annak laptörténete sorolja fel. Ez a jelzés csupán a megfogalmazás eredetét és a szerzői jogokat jelzi, nem szolgál a cikkben szereplő információk forrásmegjelöléseként.